# Wilhelm Dreher

Wilhelm Dreher

Wilhelm Dreher (* 10. Januar 1892 in Ay an der Iller; † 19. November 1969 in Senden) war ein vor allem in Südwestdeutschland aktiver nationalsozialistischer Politiker.

## Leben
Der Sohn eines Bürogehilfen besuchte die Volksschule in Stuttgart, wo er anschließend auch in den Jahren 1906 bis 1909 eine Lehre als Werkzeugschlosser absolvierte. Während seiner Wanderschaft war Dreher unter anderem in der Schweiz tätig.
Im Jahr 1910 trat Dreher in die Kaiserliche Marine ein, wo er zweieinhalb Jahre im Ostasiengeschwader war und anschließend zur Torpedoschule kam. Im Ersten Weltkrieg war Dreher nahezu ununterbrochen auf Frontbooten im Einsatz. 1918 nahm er am Kieler Matrosenaufstand teil. Im selben Jahr wurde er aus der Marine verabschiedet und trat der SPD bei. 1919 heiratete er; aus der Ehe ging ein Kind hervor.
In den Jahren 1919 bis 1924 war Dreher Lokheizer bei der Eisenbahnbetriebswerkstätte Ulm, Betriebsratsvorsitzender sowie Vorsitzender des freigewerkschaftlichen Deutschen Eisenbahnerverbandes, Ortsgruppe Ulm. Drehers Teilnahme an einer Demonstration gegen die Teuerung im Juni 1920, bei der das Ulmer Rathaus und das Oberamt gestürmt wurden, hatte eine Anklage wegen Rädelsführerschaft zur Folge. Dreher wurde außer Verfolgung gesetzt. Im Jahr 1923 trat er aus der SPD aus; im Oktober des Jahres wurde er Mitglied der NSDAP. Infolge Personalabbaus verlor er im Jahr 1924 seinen Posten bei der Reichsbahn und war anschließend bis 1927 Werkzeugschlosser und Monteurmeister in Stuttgart. Später arbeitete er für die Pflugfabrik Gebrüder Eberhardt in Ulm.
Zum 6. August 1925 trat Dreher der zwischenzeitlich verbotenen NSDAP (Mitgliedsnummer 12.905) erneut bei. Er war Neubegründer der Ulmer NSDAP-Ortsgruppe sowie deren Ortsgruppenführer. In den Jahren 1927 und 1928 war er vorübergehend in gleicher Funktion in Stuttgart tätig, wo er die stark zerstrittene NSDAP-Ortsgruppe reorganisieren sollte. Zudem fungierte er als Reichsredner.
1928 zog er auf Reichswahlvorschlag in den Reichstag ein und konnte sein Mandat 1930 (Wahlkreis 31 – Württemberg) sowie in den kommenden Wahlen verteidigen. Im Jahr 1930 trat er als SA-Standartenführer in die SS über (SS-Nummer 11.715). 1931 wurde er Gemeinderat in Ulm und Vorsitzender der siebenköpfigen NSDAP-Fraktion.
Im Jahr 1932 wurde er zum Gauinspekteur zur besonderen Verwendung im Aufgabenbereich der Gauleitung Württemberg-Hohenzollern berufen. Im selben Jahr trat er als Zeuge vor den Ausschuss des Reichstages zur Wahrung der Rechte der Volksvertretung („Überwachungsausschuß“) vom 27. September 1932, um zu den Vorgängen um den Misstrauensantrag gegen die Regierung Franz von Papens und dessen Auflösung des Reichstags auszusagen. Ebenfalls 1932 erfolgte gegen Dreher eine Anzeige wegen Vergehens gegen das Republikschutzgesetz anlässlich einer beleidigenden Rede bei einer öffentlichen Versammlung der NSDAP-Ortsgruppe Freiburg.
Nach der Machtergreifung wurde Dreher am 10. März 1933 Staatskommissar für Ulm und Oberschwaben, am 1. Juli dann Polizeidirektor in Ulm (zunächst kommissarisch, ab 1935 dann planmäßig), wo er den bisherigen Amtsinhaber Emil Schmid (1873–1938) verdrängte. In seiner Eigenschaft als Polizeidirektor stand er auch der Außendienststelle der Württembergischen Politischen Polizei in Ulm vor. Nach der formellen Überführung der Württ. Politischen Polizei in die reichsweite Geheime Staatspolizei übte er aufgrund einer auf ihn zugeschnittenen Sonderregelung weiterhin Einfluss auf die Ulmer Gestapostelle aus. Sein Reichstagsmandat behielt er, der mittlerweile das goldene Parteiabzeichen verliehen bekommen hatte, im nun nationalsozialistischen Reichstag.
In der SS stieg er im Jahr 1936 zum Brigadeführer auf. Ab Dezember 1938 war er fünf Jahre lang ehrenamtlicher Richter am Volksgerichtshof. Wegen seines herrischen Regierungsstils in Ulm, der oft zu persönlichen Konflikten und Kompetenzstreitigkeiten mit dem Oberbürgermeister Friedrich Foerster und der NSDAP-Kreisleitung unter Eugen Maier führte, wurde er 1942 als Polizeidirektor abgesetzt und übernahm dafür mit Wirkung vom 1. September 1942 bis Kriegsende das Amt des Regierungspräsidenten in Sigmaringen (Hohenzollerische Lande).
Nach Ende des Zweiten Weltkriegs befand sich Dreher bis zum Jahr 1946 in Internierung. Die Ernennung Drehers zum Ehrenbürger Ulms im Mai 1933 wurde im Juni 1945 für ungültig erklärt. Im September 1946 wurde er in einem der Rastatter Kriegsverbrecherprozesse freigesprochen. Dreher war vorgeworfen worden, zwei Wachmänner eines Lagers, die Zivilhäftlinge aus Polen und Ungarn erschossen hatten, „für ihr ‚vorbildliches Verhalten‘ öffentlich beglückwünscht zu haben“. Dem Freispruch lagen entlastende Aussagen zahlreicher katholischer Geistlicher zugrunde. Im Dezember 1949 kehrte er nach Ulm zurück, wo er erneut bei der Pflugfabrik Eberhardt im Lohnbüro beschäftigt war. Das Unternehmen zeigte sich Dreher gegenüber erkenntlich, weil er sich 1944 für einen inhaftierten Teilhaber eingesetzt hatte.
Im Jahr 1951 wurden ihm seine Pensionsansprüche auf Grund eines Spruchkammerbescheids vom 22. Februar als „Belasteter“ entzogen. Leserbriefe Drehers führten zu empörten Reaktionen in Ulm: Im Jahr 1956 behauptete Dreher, er habe die Polizei „wohl anständig und sauber“ geführt. Im Zuge einer Debatte über eine Gedenktafel für die Ulmer Synagoge bestritt er 1958 die Zerstörung der Synagoge und leugnete die Misshandlung von Juden während der Novemberpogrome 1938.
Der Historiker und Politologe Frank Raberg zählt Dreher zu den „radikalsten und zugleich primitivsten Nationalsozialisten in führender Stellung“. Seine Teilnahme an der Novemberrevolution sei weniger von dem Wunsch, „an der Umgestaltung des politischen Systems mitwirken zu können“, bestimmt gewesen als vielmehr durch die Möglichkeit, „sein Rabaukentum voll auszuleben“, so Raberg.